# 気づいてゾンビさま、私はクラスメイトです
「気づいてゾンビさま、私はクラスメイトです」（きづいてゾンビさま、わたしはクラスメイトです）は、山口理恵 with manzoのシングル。2011年2月9日にFlyingDogから発売された。

## 概要
声優・山口理恵とmanzoのデュエットシングルで、表題曲「気づいてゾンビさま、私はクラスメイトです」は、テレビアニメ『これはゾンビですか?』のエンディングテーマとして使用されており、「魔・カ・セ・テ Tonight」と同日のリリースとなる。

## 収録曲
1. 気づいてゾンビさま、私はクラスメイトです [4:35]
作詞：中野愛子、作曲・編曲：manzo
テレビアニメ『これはゾンビですか?』のエンディングテーマ。山口が作中で演じる妙子の視点で書かれた作品[1]。キャラクター名義ではないため、自分との葛藤があったが、片思いの曲なので[2]、「幼少時の片想いの記憶を回想しながら歌っている。」と山口は述べている[3]。
2. 君がくれた飴 [4:49]
作詞：山口理恵、作曲・編曲：manzo
山口自身が作詞に挑戦した楽曲。
3. 卒業 [4:24]
作詞：松本隆、作曲：筒美京平、編曲：柿島伸次
斉藤由貴のデビュー曲（1985年）のカバー。
4. 気づいてゾンビさま、私はクラスメイトです 〜without vocal
5. 君がくれた飴 〜without vocal
6. 卒業 〜without vocal